# Смульско-Дуже
Смульско-Дуже (пол. Smólsko Duże) — деревня в Билгорайском повете Люблинского воеводства Польши. Входит в состав гмины Билгорай. По данным переписи 2011 года, в деревне проживал 481 человек.

## География
Деревня расположена на юго-востоке Польши, в пределах Сандомирской низменности, к югу от реки Чарна-Лада, на расстоянии приблизительно 7 километров к юго-востоку от города Билгорай, административного центра повета. Абсолютная высота — 213 метров над уровнем моря. Через населённый пункт проходит региональная автодорога 853.

## История
Деревня возникла в начале XIX века в составе Замойской ординации. В период с 1975 по 1998 годы Смульско-Дуже входила в состав Замойского воеводства.

## Население
Демографическая структура по состоянию на 31 марта 2011 года:
|         | Всего | До трудоспособного возраста | Трудоспособного возраста | Старше трудоспособного возраста |
| ------- | ----- | --------------------------- | ------------------------ | ------------------------------- |
| Мужчины | 239   | 58                          | 161                      | 20                              |
| Женщины | 242   | 49                          | 145                      | 48                              |
| Всего   | 481   | 107                         | 306                      | 68                              |